# Soluție apoasă

Ilustrație a procesului de solvatare a ionilor de sodiu de către moleculele de apă.

O soluție apoasă este o soluție a cărui solvent este apa. Adesea, se reprezintă în ecuațiile reacțiilor chimice prin scrierea (aq) la formula chimică corespunzătoare dizolvatului. De exemplu, o soluție de clorură de sodiu (NaCl) în apă s-ar reprezenta Na+(aq) + Cl−(aq). Din moment ce apa este unul dintre cei mai buni solvenți și este foarte răspândită în natură, este folosită foarte des ca și solvent în chimie.
Pentru ca o substanță să se poate dizolva bine în apă, ea trebuie să fie hidrofilă.